# 宇部新川鉄道部
宇部新川鉄道部（うべしんかわてつどうぶ）とは、山口県宇部市にあった西日本旅客鉄道（JR西日本）の鉄道部の一つである。

## 概要
宇部新川駅構内に位置しており、広島支社が管轄していたが、2009年の鉄道部再編に伴い廃止された。

### 車両支所
かつては同市藤山（旧宇部線藤曲駅跡）に宇部電車区および宇部新川鉄道部車両支所（車両基地）があったが、1996年に廃止された。
所属車両の車体に記される略号は、広島支社の略号である「広」と、宇部の電報略号である「ウヘ」から構成された「広ウヘ」となっていた。
跡地の主要部分には2004年にホームプラザナフコ宇部店が開店した。
なお、同支所にはクモハ42005が保存されていたが、支所の廃止に伴い部品即売会を実施し解体されている。

## 管轄路線
- 宇部線 - 全線（新山口駅と宇部駅は広島支社下関地域鉄道部の管轄）
- 小野田線 - 全線（小野田駅は広島支社下関地域鉄道部の管轄）

## 配置車両
- 105系
- 123系
- クモハ42形

## 乗務員乗務範囲
- 宇部線 - 全線
- 小野田線 - 全線
- 山陽本線 - 宇部 - 厚狭間（宇部線直通列車のみ）

## 歴史
- 1974年（昭和49年）1月16日 - 宇部・小野田線管理所が廃止され、宇部電車区が発足[2]。
- 1990年（平成2年）6月1日 - 鉄道部制度に伴い、第1次鉄道部として発足[3]。広島車掌区宇部新川派出所が統合される[4]。
- 1991年（平成3年）4月1日 - 宇部電車区が統合され、宇部新川鉄道部車両支部になる[5]。
- 1996年（平成8年）3月16日 - 車両支所が廃止。同所に所属していた車両は下関地域鉄道部下関車両管理室に転属。
- 2009年（平成21年）6月1日 - 鉄道部制度見直しに伴い、山口鉄道部と下関地域鉄道部の一部と統合して山口地域鉄道部に再編され、宇部新川鉄道部が廃止される。